# エミリー・ブラント
エミリー・オリヴィア・ローラ・ブラント（英語: Emily Olivia Laura Blunt, 1983年2月23日 - ）は、イギリスの女優。

## 生い立ち
イングランド・ロンドンにて、4人兄弟の2番目として生まれる。父親のオリヴァー・ブラントは法廷弁護士、母親のジョアンナ（旧姓マッキー）は元女優、現演劇講師。伯父のクリスピン・ブラントは保守党議員。
10歳から吃音症の症状が気になり始め、なかなか治らず苦しみ、12歳の頃には、話すことを諦めてしまうほどだった。しかし、その後、「違った声で何か演じてみて」と学校の先生に言われて、北部訛りで話したことがきっかけとなり克服した。この経験から「もっと誰か他の人を演じてみたい」と志望するようになり、女優の道に進んだ。

## キャリア
2001年にジュディ・デンチと共演した舞台で女優デビュー。2003年に『ウォリアークイーン』で映画デビュー。2004年の『マイ・サマー・オブ・ラブ』ではイヴニング・スタンダード英国映画賞新人賞を含む、いくつかの賞を受賞、ノミネートを受けた。
2006年公開の『プラダを着た悪魔』でハリウッドに進出。メリル・ストリープのアシスタント役を演じ、ゴールデングローブ賞 助演女優賞や英国アカデミー賞 助演女優賞にノミネートされ、注目を集める。また、同年（イギリスでは2005年）放送のテレビ映画『ナターシャの歌に』でゴールデングローブ賞　助演女優賞 (ミニシリーズ・テレビ映画部門)を受賞。2007年の第79回アカデミー賞では『プラダを着た悪魔』で共演したアン・ハサウェイと共にプレゼンターを務めた。
2009年公開の『ヴィクトリア女王 世紀の愛』ではヴィクトリア女王を演じ、ゴールデングローブ賞 主演女優賞（ドラマ部門）にノミネートされた。同年、英国アカデミー賞ブリタニア賞を受賞。
2014年にトム・クルーズ主演の『オール・ユー・ニード・イズ・キル』でヒロインを演じる。劇中では鍛え上げた体を活かしアクションシーンに挑戦した。
2018年、『メリー・ポピンズ リターンズ』でゴールデングローブ賞、クリティクス・チョイス・アワード、サテライト賞、全米映画俳優組合賞などの主演女優賞にノミネートされ、さらに『クワイエット・プレイス』で全米映画俳優組合賞、AACTA賞などの助演女優賞にノミネートされた。

## 私生活

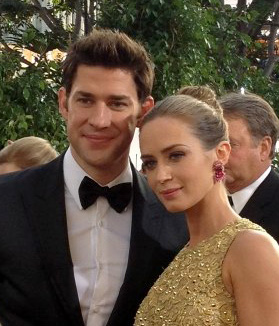
エミリーとジョン・クラシンスキー（2013年）

約3年間、カナダ人歌手のマイケル・ブーブレと交際していたが、2008年7月に破局。同年秋頃からアメリカ人俳優のジョン・クラシンスキーと交際、2009年8月に婚約、2010年7月10日に結婚。クラシンスキーとは『クワイエット・プレイス』で共演し、監督作品『ブルー きみは大丈夫』にも声優として出演した。現在２人の娘がいる。
2023年7月12日に、家族と過ごす時間を確保するために一時的に休業していることを明らかにした。
姉のフェリシティは2011年エミリーの紹介によりスタンリー・トゥッチと婚約している。2人は2012年に結婚した。

## 主な出演作品

### 映画
| 年   | 題名                                                                     | 役名                                                            | 備考 | 吹替                                            |
| ---- | ------------------------------------------------------------------------ | --------------------------------------------------------------- | --- | ----------------------------------------------- |
| 2003 | ウォリアークイーン Boudica                                               | イゾルダ                                                        | |                                                 |
| 2003 | キング・オブ・ファイヤー Henry VIII                                      | キャサリン・ハワード                                            | テレビ映画 |                                                 |
| 2004 | マイ・サマー・オブ・ラブ My Summer of Love                               | タムジン                                                        | 英国インディペンデント映画賞 ニューカマー賞 ノミネート ロンドン映画批評家協会賞 新人賞 (イギリス国内) ノミネート |                                                 |
| 2005 | The Strange Case of Sherlock Holmes & Arthur Conan Doyle                 | ジーン・レッキー                                                | テレビ映画 | N/A                                             |
| 2005 | ナターシャの歌に Gideon's Daughter                                       | ナターシャ                                                      | テレビ映画 ゴールデングローブ賞 助演女優賞 (ミニシリーズ・テレビ映画部門) 受賞 |                                                 |
| 2006 | Irresistible                                                             | マーラ                                                          | | N/A                                             |
| 2006 | プラダを着た悪魔 The Devil Wears Prada                                   | エミリー・チャールトン                                          | ロンドン映画批評家協会賞 助演女優賞 受賞 ゴールデングローブ賞 助演女優賞 ノミネート 英国アカデミー賞 助演女優賞 ノミネート | よのひかり（ソフト版） 松谷彼哉（日本テレビ版） |
| 2007 | デス・ロード 染血 Wind Chill                                             | 女学生                                                          | | 林真里花                                        |
| 2007 | ジェイン・オースティンの読書会 The Jane Austen Book Club                 | プルーディー・ドラモンド                                        | 高橋理恵子 |                                                 |
| 2007 | 40オトコの恋愛事情 Dan in Real Life                                      | ルーシー・ドレイパー                                            | |                                                 |
| 2007 | チャーリー・ウィルソンズ・ウォー Charlie Wilson's War                    | ジェーン・リドル                                                | 外村茉莉子 |                                                 |
| 2008 | サンシャイン・クリーニング Sunshine Cleaning                             | ノラ・ロルコウスキ                                              | サテライト賞 助演女優賞 ノミネート | 東條加那子                                      |
| 2008 | ザッツ★マジックアワー ダメ男ハワードのステキな人生 The Great Buck Howard | ヴァレリー・ブレンナン                                          | | 永木貴依子                                      |
| 2009 | ヴィクトリア女王 世紀の愛 The Young Victoria                             | ヴィクトリア女王                                                | バンクーバー映画批評家協会賞 主演女優賞 受賞 英国インディペンデント映画賞 主演女優賞 ノミネート クリティクス・チョイス・アワード 主演女優賞 ノミネート サテライト賞 主演女優賞 ノミネート ゴールデングローブ賞 主演女優賞 (ドラマ部門) ノミネート ダラス・フォートワース映画批評家協会 主演女優賞 ノミネート | 甲斐田裕子                                      |
| 2009 | Curiosity                                                                | エマ                                                            | 短編映画 | N/A                                             |
| 2010 | ウルフマン The Wolfman                                                   | グウェン・コンリフ                                              | | 花村さやか                                      |
| 2010 | ターゲット Wild Target                                                   | ローズ                                                          | （吹き替え版なし） |                                                 |
| 2010 | ガリバー旅行記 Gulliver's Travels                                        | メアリー王女                                                    | 斎藤恵理 |                                                 |
| 2011 | Gnomeo and Juliet                                                        | ジュリエット                                                    | 声の出演 | N/A                                             |
| 2011 | アジャストメント The Adjustment Bureau                                   | エリーズ・セラーズ                                              | サターン 助演女優賞 ノミネート | 魏涼子                                          |
| 2011 | 砂漠でサーモン・フィッシング Salmon Fishing in the Yemen                 | ハリエット・タルボット                                          | ゴールデングローブ賞 主演女優賞 (ミュージカル・コメディ部門) ノミネート | 園崎未恵                                        |
| 2011 | ラブ・トライアングル Your Sister's Sister                                | アイリス                                                        | | （吹き替え版なし）                              |
| 2011 | ザ・マペッツ The Muppets                                                 | ミス・ピギーの受付係                                            | カメオ出演 | 石嶋久仁子                                      |
| 2012 | 憧れのウェディング・ベル The Five-Year Engagement                        | ヴァイオレット・バーンズ                                        | | 甲斐田裕子                                      |
| 2012 | LOOPER/ルーパー Looper                                                   | サラ                                                            | クリティクス・チョイス・アワード アクション映画女優賞 ノミネート | 甲斐田裕子                                      |
| 2012 | アイ・アム・ニューマン 新しい人生の見つけ方 Arthur Newman                | ミカエラ・フィッツジェラルド / シャルロット・フィッツジェラルド | | （吹き替え版なし）                              |
| 2013 | 風立ちぬ The Wind Rises                                                  | 里見菜穂子                                                      | 声の出演（英語版） | 瀧本美織（原語版の声優）                        |
| 2014 | オール・ユー・ニード・イズ・キル Edge of Tomorrow                        | リタ・ヴラタスキ                                                | | 東條加那子                                      |
| 2014 | イントゥ・ザ・ウッズ Into the Woods                                      | パン屋の妻                                                      | ミュージカル映画 ゴールデングローブ賞 主演女優賞 (ミュージカル・コメディ部門) ノミネート | （吹き替え版なし）                              |
| 2015 | ボーダーライン Sicario                                                   | ケイト・メイサー                                                | クリティクス・チョイス・アワード アクション映画女優賞 ノミネート | 東條加那子                                      |
| 2016 | スノーホワイト/氷の王国 The Huntsman: Winter's War                       | フレイヤ                                                        | [ 17 ] | 水樹奈々                                        |
| 2016 | ガール・オン・ザ・トレイン The Girl on the Train                         | レイチェル                                                      | 英国アカデミー賞 主演女優賞 ノミネート 全米映画俳優組合賞 主演女優賞 ノミネート | 園崎未恵                                        |
| 2017 | アニマルクラッカー 〜まほうのサーカス〜 Animal Crackers                  | ゾイ                                                            | 声の出演 | 佐久間友理                                      |
| 2017 | マイリトルポニー プリンセスの大冒険 My Little Pony: The Movie            | テンペストシャドー                                              | 声の出演 | 小林沙苗                                        |
| 2018 | クワイエット・プレイス A Quiet Place                                     | イヴリン・アボット                                              | 全米映画俳優組合賞 助演女優賞 受賞 | 園崎未恵                                        |
| 2018 | 名探偵シャーロック・ノームズ Sherlock Gnomes                             | ジュリエット                                                    | 声の出演 | うえだ星子                                      |
| 2018 | メリー・ポピンズ リターンズ Mary Poppins Returns                         | メリー・ポピンズ                                                | ゴールデングローブ賞 主演女優賞 (ミュージカル・コメディ部門) ノミネート クリティクス・チョイス・アワード 主演女優賞 ノミネート サテライト賞 主演女優賞 ノミネート 全米映画俳優組合賞 主演女優賞 ノミネート                                                                                                   | 平原綾香                                        |
| 2020 | クワイエット・プレイス 破られた沈黙 A Quiet Place: Part II               | イヴリン・アボット                                              | | 園崎未恵                                        |
| 2020 | Wild Mountain Thyme                                                      | Rosemary Muldoon                                                | N/A |                                                 |
| 2021 | ジャングル・クルーズ Jungle Cruise                                       | リリー・ホートン                                                | 木村佳乃 |                                                 |
| 2023 | オッペンハイマー Oppenheimer                                             | キャサリン・オッペンハイマー                                    | 園崎未恵 |                                                 |
| 2023 | ペイン・ハスラーズ Pain Hustlers                                         | リサ・ドレイク                                                  | 園崎未恵 | Netflixオリジナル作品                           |
| 2024 | フォールガイ The Fall Guy                                                | ジョディ・モレノ                                                | 園崎未恵 |                                                 |
| 2024 | ブルー きみは大丈夫 IF                                                   | ユニ                                                            | 園崎未恵 | 声の出演                                        |
| 2025 | The Smashing Machine                                                     | Dawn Staples                                                    | |                                                 |
| 2026 | The Dish                                                                 |                                                                 | 撮影中 |                                                 |
| 2026 | The Devil Wears Prada 2                                                  | エミリー                                                        | 撮影中 |                                                 |

### テレビ
| 放送年 | 邦題 原題                                    | 役名                           | 備考                                                | 吹き替え   |
| ------ | -------------------------------------------- | ------------------------------ | --------------------------------------------------- | ---------- |
| 2003   | 刑事フォイル Foyle's War                     | ルーシー・マーカム             | 第2シーズン 第3話「作戦演習」                       | 大原さやか |
| 2004   | 名探偵ポワロ Agatha Christie's Poirot        | リネット・リッジウェィ＝ドイル | 第9シーズン 第3話「ナイルに死す」                   | 森永明日夏 |
| 2005   | EMPIRE -エンパイア- Empires                  | カマネ                         | ミニシリーズ                                        |            |
| 2009   | ザ・シンプソンズ The Simpsons                | ジュリエット                   | 声の出演 第20シーズン 第9話「リサはドラマクイーン」 |            |
| 2016   | サタデー・ナイト・ライブ Saturday Night Live | 本人                           | 「Emily Blunt/Bruno Mars」                          |            |

### 舞台
| 公演年 | 邦題 原題                             | 役名                 | 備考 |
| ------ | ------------------------------------- | -------------------- | ---- |
| 2000   | Bliss                                 | マディ               |      |
| 2000   | The Royal Family                      | グウェン             |      |
| 2002   | ロミオとジュリエット Romeo and Juliet | ジュリエット         |      |
| 2002   | Vincent in Brixton                    | ユージニー・ロイヤー |      |

## 日本語吹き替え
『砂漠でサーモン・フィッシング』以降、主に園崎未恵が担当している。
このほかにも、東條加那子、甲斐田裕子、よのひかり、松谷彼哉、斎藤恵理なども声を当てている。